# Nedra Maren
Nedra Maren är en sjö på Norrö, en liten ö norr om Möja i Värmdö kommun i Uppland och ingår i Norrström-Tyresåns kustområde.